# Resolución 2 del Consejo de Seguridad de las Naciones Unidas
La resolución 2 del Consejo de Seguridad de las Naciones Unidas, aprobada el 30 de enero de 1946 por unanimidad, instaba a las partes involucradas en la crisis irano-soviética a informar al Consejo de los resultados de las negociaciones que se deberían llevar a cabo. El Consejo también se reservaba el derecho a pedir informes en cualquier momento sobre el curso de las negociaciones. 
Ambos países habían acordado previamente poner solución pacífica a la cuestión de Irán, problemática planteada al final de la Segunda Guerra Mundial por la presencia de tropas soviéticas en el norte del territorio iraní desde 1941.